# Računalniški virus
Računalniški virus je programska koda, ki se je sposobna razmnoževati in prenašati v računalniku brez vednosti in volje uporabnika. Ko se razmnoži lahko tudi prične s škodljivim vedenjem (na primer brisanje podatkov na trdem disku). Ime virus je dobil, ker je njegovo vedenje zelo podobno biološkemu virusu. Gostitelj virusa je računalniški program oziroma izvršna datoteka. Med razmnoževanjem in prenašanjem se začasno naseli tudi v ostale dele pomnilnika (slikovne datoteke, sistemski del trdega diska,...).
Virus je samo eden izmed računalniških vsiljivcev. Obstajajo še računalniški črvi, trojanski konji in drugi. Virusi so danes razmeroma redki, ostali vsiljivci prevladujejo. Učinkovito varovanje računalnika, zajema zaščito pred vsemi vsiljivci.
Razen uničevanja podatkov, lahko virusi povzročajo še druge težave. Pogosto so samo nadležni (na primer izpisujejo sporočila na zaslon). Nekateri virusi se sprožijo šele po tem, ko preteče določen čas od okužbe računalnika ali ob določenem datumu ali ko okužijo zadostno število drugih računalnikov. Virus, ki ne povzroča škode kljub temu troši računalniška sredstva (na primer obremenjuje procesor in zapolnjuje pomnilnik).
Pred virusi se branimo s protivirusnimi programi, požarnimi zidovi in s sprotnim nameščanjem popravkov programja. S tem se obvarujemo tudi pred vohunskim programjem.
Računalniški virusi niso omejeni samo na osebne računalnike in na operacijski sistem Windows. Obstajajo tudi za ostale OS (na primer UNIX/Linux), in ostale procesorske naprave, kot so mobilni telefoni ali dlančniki. Prvi računalniški virusi pojavili za velike računalnike. Z razmahom osebnih računalnikov, so se tudi pisci virusov osredotočili na njih.
Eden bolj znanih virusov se imenuje Michelangelo. Sproži se šestega marca (obletnica rojstva italijanskega umetnika Michelangela) in zbriše vsebino trdih diskov.